# Diritto soggettivo
Il diritto soggettivo è il riconoscimento da parte dell’ordinamento giuridico (del diritto oggettivo) di una pretesa, che implica un altrui obbligo di non fare o di fare. Comporta la facoltà di agire per difendere l’interesse riconosciuto ed eventualmente minacciato. Diritti e obblighi sono dunque correlativi.

## Evoluzione storica
L'uso del termine diritto in senso soggettivo, oggi così diffuso, ha origini piuttosto recenti: si fa, infatti, risalire alla scuola giusnaturalista, sorta tra il secolo XVII e il secolo XVIII. In realtà non mancano in fonti anteriori, romane (fin dalle XII Tavole) o medievali, espressioni che sembrano usare il termine ius nel senso di diritto soggettivo. In questi casi, però, è dubbio se l'espressione "avere diritto" venga utilizzata nel senso di avere un diritto soggettivo o, invece, in quello di avere il diritto (oggettivo) dalla propria parte (un po' come quando, ancor oggi, dicendo "avere ragione" si vuol dire che si ha la ragione dalla propria parte). Il concetto di diritto soggettivo era del resto estraneo alle altre culture da cui trae origine la tradizione occidentale, la greca e l'ebraica, così come è estraneo ad altre tradizioni giuridiche, come quella cinese, indiana e islamica.
Come detto il vero e proprio significato soggettivo di diritto sembra emergere solo con i giusnaturalisti; Ugo Grozio lo definì: "una facoltà morale in forza della quale la persona, cui compete tale facoltà, può pretendere una cosa o un comportamento altrui con giustizia". Nella concezione giusnaturalista il diritto soggettivo precede il diritto oggettivo, esistendo indipendentemente dall'ordinamento giuridico, il quale si limita a riconoscere al singolo un qualcosa che egli già aveva in natura prima di tale qualificazione normativa.
Nel XIX secolo Bernhard Windscheid propone la celebre definizione del diritto soggettivo come "potere della volontà". A essa si contrappone l'altrettanto celebre definizione di Rudolf von Jhering, che vede nel diritto soggettivo "un interesse giuridicamente protetto". Una sintesi tra le due posizioni è rappresentata dalla definizione di Georg Jellinek: "il diritto soggettivo è la potestà di volere che ha l'uomo, riconosciuta e protetta dall'ordinamento giuridico, in quanto sia rivolta a un bene o interesse".
Con l'affermarsi della dottrina giuspositivista viene rovesciata la precedenza del diritto soggettivo su quello oggettivo affermata dai giusnaturalisti: per i giuspositivisti senza l'intervento normativo non esiste alcun diritto in natura, sicché il diritto soggettivo non viene riconosciuto ma, semmai, conferito al singolo dall'ordinamento giuridico. Secondo uno dei maggiori esponente del giuspositivismo novecentesco, Hans Kelsen, il diritto soggettivo non è un potere o interesse riconosciuto dall'ordinamento e quindi determinatosi fuori di esso ma il "semplice riflesso di un dovere" posto dal diritto oggettivo, al quale, quindi, finisce per ridursi: "Il diritto soggettivo non è diverso da quello oggettivo; è il diritto oggettivo stesso che si rivolge contro un soggetto concreto (obbligo) oppure si mette a disposizione di questo (autorizzazione) in forza della conseguenza giuridica da esso stabilita".
La dottrina italiana ha elaborato nel tempo varie concezioni del diritto soggettivo:
- secondo la dottrina tradizionale per diritto soggettivo bisogna intendere quel potere, attribuito alla volontà di un soggetto, di poter realizzare un proprio interesse. Elementi costitutivi del diritto soggettivo sono, quindi, volontà e interesse. Dottrina successiva ha accettato questa definizione variando, però, gli elementi costitutivi: non più volontà e interesse, ma interesse e potere;
- dottrina autorevole ricollega il diritto soggettivo alla pretesa di un dovere di astensione altrui;
- la dottrina più recente parla di diritto soggettivo come sintesi di libertà e forza, poiché il soggetto è libero di esercitarlo o meno ma, se lo esercita, ha la facoltà di farlo nella maniera che ritiene più appropriata per conseguire il suo interesse. Corollario antitetico a questa tesi è il concetto di abuso del diritto il cui esempio più lampante viene dato, in relazione al diritto di proprietà, dagli atti emulativi.

## Descrizione
Esso indica situazioni giuridiche soggettive attive riconosciute e garantite dal diritto oggettivo medesimo, nonché  una situazione di vantaggio goduta da un soggetto tutelato dal diritto oggettivo; riguarda, dunque, la singola persona. Può anche essere definito come potere di agire per soddisfare un interesse tutelato dalle norme giuridiche.
Il concetto coglie il significato del termine diritto quando viene usato in senso soggettivo, per denotare un qualcosa che un soggetto ha (ad esempio, quando si dice che Tizio ha il diritto di proprietà di un bene o la libertà di parola). Il termine "diritto" viene usato anche in senso oggettivo, per denotare l'insieme delle norme che costituiscono l'ordinamento giuridico (ad esempio, il diritto italiano, svizzero, canonico, internazionale, ecc.) o una sua parte (ad esempio, il diritto civile, amministrativo, costituzionale, ecc.); in relazione a questo significato si parla di diritto oggettivo (norma agendi, in contrapposizione al diritto soggettivo, facultas agendi). Oltre che in italiano tale duplicità di significato è presente anche nel latino ius, nel francese droit, nel tedesco Recht, nello spagnolo derecho, nel portoghese direito, mentre l'inglese ha termini distinti per il diritto in senso soggettivo (right) e oggettivo (law).

## Le diverse accezioni del termine
La dottrina più recente, seguendo l'approccio inaugurato dal giurista statunitense Wesley Newcomb Hohfeld, ritiene che, in realtà, il termine diritto, quando viene usato dai legislatori e dai giuristi in senso soggettivo, assuma diversi significati; infatti può di volta in volta significare:
- una particolare situazione giuridica soggettiva attiva elementare, che si può denominare anche pretesa e che nel rapporto giuridico è correlata all'altrui dovere od obbligo; poiché tale dovere od obbligo può essere positivo (di fare o dare) o negativo (di non fare), si avrà nel primo caso un diritto positivo, nel secondo un diritto negativo;
- una qualsiasi situazione giuridica soggettiva attiva elementare, ossia un diritto nel senso di pretesa, una facoltà,[1] un potere o un'immunità (intesa come situazione correlata alla mancanza di potere);
- un complesso di situazioni giuridiche soggettive attive elementari; è questa la natura di molti diritti soggettivi previsti dal diritto positivo (ad esempio, il diritto di proprietà su un bene è scomponibile nella facoltà di utilizzarlo, nella facoltà di modificarlo, nel potere di alienarlo e così via). Secondo una tesi diffusa, affinché si possa parlare propriamente di diritto soggettivo deve essere comunque presente una pretesa.

È stato suggerito di denominare micro-diritti quelli rientranti nei primi due significati e macro-diritti quelli rientranti nel terzo. Lo stesso autore (Mauro Barberis) propone inoltre la denominazione di diritti-ragioni per un'ulteriore accezione con la quale si parla di diritti soggettivi: quando si fa riferimento alle ragioni, ai valori che giustificano l'attribuzione o la rivendicazione di micro-diritti e macro-diritti (ossia al loro fondamento).

## Tipologie
Come si è detto il diritto soggettivo, inteso come pretesa, è correlato nel rapporto giuridico alla corrispondente situazione giuridica passiva, il dovere od obbligo, in capo a un altro soggetto. Al riguardo si distingue:
- il diritto assoluto, che il titolare può far valere nei confronti di chiunque (erga omnes) e che è correlato a un dovere in senso stretto, negativo (di non fare);
- il diritto relativo, che il titolare può fare valere nei confronti di uno o più soggetti determinati (in personam), sui quali grava il correlato obbligo, negativo (di non fare) o positivo (di fare o dare).

La distinzione, sconosciuta al diritto romano -dove, però, si distinguevano le actiones in rem e quelle in personam- è stata introdotta dalla dottrina pandettistica nel XIX secolo. Tra i diritti assoluti si sogliono annoverare i diritti reali, ai quali si possono assimilare anche i diritti sui beni immateriali, e i diritti della personalità. Tra i diritti relativi, i diritti di credito, i diritti potestativi e i diritti di famiglia.

### Diritti soggettivi assoluti
I diritti soggettivi assoluti si distinguono a loro volta in due sub-categorie:
1. Diritti della personalità o diritti fondamentali dell'uomo, tutti di natura non patrimoniale (diritto alla vita, all'integrità fisica, alla salute, all'immagine, all'onore, alla privacy, diritti di libertà personale, di pensiero, di religione, di associazione, di riunione, ecc. riconosciuti e garantiti dalla Costituzione e dai principali strumenti convenzionali internazionali);
2. Diritti patrimoniali, i quali hanno per oggetto i beni; al loro interno, i diritti reali (dal latino res, cosa) sono diritti sulle cose e il principale fra questi diritti è il diritto di proprietà che garantisce al soggetto il potere pieno ed esclusivo di godere delle utilità ricavabili da un bene entro i limiti e con l'osservanza degli obblighi stabiliti dalla legge.

I diritti soggettivi assoluti sono sanciti nella Dichiarazione universale dei diritti dell'uomo, che afferma che tali diritti sono innati in ogni persona; tale dichiarazione fu scritta dopo la Seconda guerra mondiale come reazione ai terribili crimini contro l'umanità perpetrati dai regimi dittatoriali del ventesimo secolo. Nella Dichiarazione universale dei diritti dell'uomo si trovano, perciò, le basi fondanti della cultura occidentale, alle quali ormai si ispirano gli ordinamenti di quasi tutti gli Stati del mondo.
Si dice tradizionalmente che i diritti assoluti sono efficaci erga omnes, cioè verso tutti: io posso far valere, per esempio, il mio diritto di proprietà nei confronti di chiunque, anche se i diritti soggettivi possono esser oggetto nei casi stabiliti dalla legge di gravi limitazioni (ad esempio il diritto di proprietà mi può essere espropriato o confiscato in determinati casi stabiliti dalla legge così come lo stesso diritto di libertà personale può essere limitato: ad esempio posso essere imprigionato od obbligato a dimorare in un determinato luogo oppure mi può essere vietato di svolgere determinate attività). Poiché i diritti soggettivi sono tali solo in quanto lo Stato li garantisca verso altri, lo Stato può anche togliermi certe garanzie e limitare miei diritti soggettivi assoluti nel superiore interesse della collettività, seguendo procedure stabilite dalla legge.

### Diritti soggettivi relativi
I diritti soggettivi relativi sono diritti patrimoniali che coincidono con la categoria dei diritti di credito. Il diritto di credito è la pretesa di un soggetto (creditore) nei confronti di un altro soggetto (debitore) a che quest'ultimo esegua una determinata prestazione (di dare – esempio: una somma di denaro –, o fare – esempio: un lavoro –, o non fare – esempio: non innalzare un edificio o non commercializzare un prodotto in una determinata zona -).
I diritti di credito si dicono relativi, perché la pretesa si rivolge in via principale verso uno o più soggetti determinati (infatti, se ho un credito il mio interesse può essere soddisfatto solo dal mio debitore).
La "relatività" dei diritti all'esame è però oggi attenuata dalla ormai riconosciuta cd. "tutela esterna del credito". Laddove un soggetto, con la sua condotta, precluda a un creditore di soddisfare il suo interesse rendendo impossibile, in modo assoluto e obiettivo, la prestazione cui il debitore era tenuto, sarà chiamato a risarcire il danno, non diversamente da come accade tutte le volte in cui viene leso, ad esempio, il diritto di proprietà. Se è vero, dunque, che nei diritti di credito il bene può essere fornito solo da un soggetto determinato, è altrettanto vero che tutti i consociati sono tenuti ad astenersi dal compimento di atti che possano pregiudicare il conseguimento del bene da parte del creditore.
V'è da notare che, in modo simmetrico, alcuni diritti assoluti presentano dei caratteri comuni ai diritti di credito. Una servitù di passaggio è sì un diritto reale, ma la pretesa al transito sul fondo altrui si rivolge in via principale verso il proprietario del fondo servente (il fondo da attraversare). Sebbene, dunque, la struttura dinamica del diritto lo renda ben più simile a un diritto di credito (il medesimo risultato pratico può essere assicurato da un diritto di credito), l'assolutezza del diritto in questione rimane confermata dalla presenza di alcuni caratteri propri dei diritti assoluti: tra questi, ad esempio, la sua opponibilità a chiunque acquisti il fondo gravato (cosiddetta ius sequelae. L'opponibilità è però subordinata all'assolvimento di determinati oneri).
Allo stato, dunque la distinzione tra diritti assoluti e diritti relativi non è più così netta e non sembra possibile attribuire alcun carattere proprio ed esclusivo a ognuna delle categorie.

### Diritti potestativi
Quello di diritto potestativo è un concetto elaborato dalla dottrina tedesca e introdotto in Italia da Giuseppe Chiovenda: si tratta della situazione giuridica soggettiva consistente nella possibilità di creare, modificare o estinguere, attraverso un atto giuridico, un rapporto giuridico con un altro soggetto indipendentemente dalla sua volontà.
Il diritto potestativo si riduce a un mero potere, al quale corrisponde in capo al soggetto passivo non un obbligo ma una soggezione. Taluni ritengono improprio l'uso del termine diritto quando si parla di queste situazioni giuridiche soggettive e, in effetti, dagli anni ottanta l'espressione potere di diritto privato è andata sostituendosi nel linguaggio giuridico italiano al termine diritto potestativo.

### Diritti soggettivi patrimoniali
I diritti soggettivi sono detti patrimoniali quando corrispondono a interessi di natura economica, riguardando beni che hanno o possono avere un valore di scambio, costituiscono il patrimonio dei soggetti giuridici.
Tra i diritti patrimoniali si distinguono i diritti reali, che sono assoluti, dai diritti di credito che sono, invece, relativi (certi ordinamenti, tra cui quello italiano, conoscono anche diritti reali demaniali, non patrimoniali, spettanti allo stato o altri enti pubblici su determinati beni).
I diritti patrimoniali sono, di regola, disponibili in quanto il titolare ha il potere di trasferirli ad altri soggetti e di rinunciarvi, in tutto o in parte.

### Diritti reali
Un diritto reale attribuisce al suo titolare una signoria su una cosa, consentendogli di soddisfare il suo interesse attraverso la stessa senza necessità di altrui collaborazione (è questo il carattere dell'immediatezza). I diritti reali implicano, dunque, relazioni tra persone e cose; possono però essere visti anche come diritti assoluti, perché il titolare può far valere erga omnes la pretesa di non essere turbato nell'esercizio del suo diritto, il che implica relazioni tra persone e, perciò, rapporti giuridici.
Il sistema dei diritti reali degli ordinamenti di civil law è riconducibile al modello romanistico, tornato in auge nel XVIII secolo sulla scorta delle idee liberali e illuministiche, dopo la lunga parentesi apertasi nel Medioevo con l'affermazione del feudalesimo. Tale ritorno al modello romanistico non ha, invece, toccato gli ordinamenti di common law, dove il sistema dei diritti reali presenta tuttora categorie e terminologia di chiara origine feudale in relazione ai beni immobili.

#### Ordinamenti di civil law
Gli ordinamenti di civil law concepiscono il diritto di proprietà come un diritto esclusivo, che attribuisce la signoria piena sulla cosa, consentendo al titolare di trarre ogni possibile utilità dalla stessa nei limiti del lecito. La proprietà è, utilizzando la terminologia sopra ricordata, un macro-diritto, scomponibile in una pluralità di micro-diritti: pretese (come quella di non essere turbati nel possesso del bene), facoltà (come quella di usare il bene), poteri (come quello di alienare il bene) e immunità (come quella dall'espropriazione, al di fuori dei casi previsti dalla legge).
L'esclusività comporta che non possano configurarsi due diritti di proprietà sulla stessa cosa. Il proprietario ha il potere di costituire in capo a un terzo un diritto reale parziario, scorporando dalla proprietà parte dei diritti che la compongono, ma lo può fare solo in base a certi schemi prestabiliti dall'ordinamento. I diritti parziari hanno, quindi, un contenuto più limitato rispetto alla proprietà e hanno come oggetto beni di proprietà altrui, per questo motivo sono anche detti diritti reali su cosa altri (iura in re aliena) o diritti reali minori. Inoltre, costituiscono un numerus clausus nel senso che possono essere costituiti i soli diritti previsti dalla legge (usufrutto, enfiteusi, superficie, servitù prediali, ipoteca, ecc.); il principio di tipicità, espressamente codificato a partire dal Code Napoléon, rappresenta una limitazione del principio di libertà contrattuale che, invece, consente la costituzione di diritti di credito diversi da quelli previsti dalla legge.
Dal diritto di proprietà e dagli altri diritti reali sul bene viene tenuto distinto il possesso del medesimo, inteso quale fatto giuridico consistente in comportamenti corrispondenti all'esercizio del diritto reale, a prescindere dalla sua effettiva titolarità. Il possesso non è, quindi, un diritto soggettivo ma un fatto giuridico al quale, però, l'ordinamento ricollega taluni effetti ed, in particolare, la possibilità di agire in giudizio in sua difesa con azioni possessorie, senza l'onere di provare l'effettiva titolarità del diritto reale corrispondente, onere che invece sussiste nel caso delle azioni petitorie, con le quali viene direttamente difeso il diritto reale, anche nei confronti del possessore che non ne sia titolare.

#### Ordinamenti di common law
Negli ordinamenti di common law le accennate reminiscenze feudali sono particolarmente evidenti in relazione ai beni immobili, la cui proprietà (ultimate ownership) appartiene formalmente al sovrano (la Corona o lo stato); gli altri soggetti possono solo avere la concessione (tenure) del possesso (seisin) e quindi del diritto di godimento (estate) di un feudo (fee) divenendone tenant. Tuttora la figura corrispondente al proprietario immobiliare dei paesi di civil law è il freeholder, possessore di un fee simple absolute in possession dal quale deriva il diritto attuale di usare, godere e disporre del bene immobile senza limitazioni (e, naturalmente, senza gli oneri feudali di un tempo). Possono però essere creati altri estates (o interests in land), limitati nel contenuto o nella durata rispetto al fee simple absolute, accompagnati o meno dal possesso del bene, ai quali sono riconducibili non solo i diritti reali parziari dei paesi di civil law ma anche situazioni che negli stessi si configurerebbero come diritti di credito (ad esempio, i diritti del locatario, che è titolare di un estate detto leasehold). Chi ha un estate ha anche il potere di disporne, compreso quello di scorporare da esso un estate più limitato nel contenuto o nella durata e concederlo ad altro soggetto; ne segue la frazionabilità della proprietà in diritti reali (property rights) in modo assai meno rigido degli ordinamenti di civil law e la sua non esclusività, poiché possono esserci più "proprietari" (estate owners) dello stesso bene, con diversi estates.
Gli estates di cui si è detto costituiscono la real property. A essa si contrappone la personal property costituita dalle choses in possession, i beni mobili, che condividono con la real property la non esclusività della proprietà e la sua frazionabilità in property rights, pur mancando in questo caso l'ultimate ownership della Corona o dello stato. Nella personal property rientrano, però, anche le choses in action, beni immateriali e persino diritti di credito che l'ordinamento protegge come diritti reali; in questi casi il property right viene esercitato proponendo l'azione in giudizio anziché prendendo il possesso della cosa.
La non esclusività e la frazionabilità della proprietà hanno reso possibile l'elaborazione di un istituto giuridico caratteristico degli ordinamenti di common law, il trust, nel quale la proprietà di un bene o complesso di beni viene sdoppiata tra un soggetto (il trustee) che ne è proprietario ai soli fini della gestione e un altro soggetto (il beneficiary) che né è invece proprietario ai soli fini del godimento.
Va infine tenuto presente che nei paesi di common law non esiste l'idea di un diritto astratto di proprietà distinto dal possesso (salvo considerare tale l'ultimate ownership della Corona o dello stato): il possesso costituisce di per sé un diritto valido erga omnes, tranne verso chi dimostri di avere un possesso anteriore e, quindi, un diritto più forte (un better right to possession). In conseguenza di ciò, non si riscontra in questi ordinamenti la netta distinzione tra azioni possessorie e petitorie, presente invece negli ordinamenti di civil law.

### Diritti di credito
I diritti di credito (o di obbligazione o personali) sono diritti relativi patrimoniali consistenti nella pretesa del titolare (creditore) che un altro soggetto (debitore) tenga un determinato comportamento (prestazione) di contenuto positivo (dare o fare) o negativo (non fare). Nel diritto di credito, a differenza del diritto reale, il titolare può soddisfare il suo interesse solo con la collaborazione del debitore e questo anche se la prestazione ha come oggetto una cosa (come avviene nei cosiddetti diritti personali di godimento).
Il rapporto giuridico che lega il creditore al debitore è detto obbligazione. Fonti delle obbligazioni sono gli atti o fatti giuridici idonei, secondo l'ordinamento, a costituire tali rapporti giuridici; le più importanti sono il contratto e l'illecito civile, cui si può aggiungere l'arricchimento senza causa (o, secondo una vecchia terminologia, ancora in uso in certi ordinamenti, il quasi contratto).
Si è già detto che nei sistemi di common law taluni diritti di credito possono essere protetti dall'ordinamento come property rights e vengono, pertanto, fatti rientrare tra le choses in action. Va ora aggiunto che anche nei sistemi di civil law il diritto positivo può, in certi casi, assicurare una tutela rafforzata al diritto personale di godimento, consentendo al suo titolare di opporlo non solo all'altra parte del rapporto obbligatorio ma anche a chi acquisisca da quest'ultima la cosa: è ciò che avviene nell'ordinamento italiano per la locazione e il comodato.

## Diritti soggettivi non patrimoniali
Il concetto di diritto soggettivo è stato elaborato prendendo a modello quello che era ritenuto il diritto per eccellenza, la proprietà, ed era in un primo tempo incentrato sui diritti patrimoniali; è stato poi esteso ai diritti soggettivi non patrimoniali relativi a interessi di carattere prevalentemente ideale o morale tutelati dal diritto privato - i diritti della personalità e i diritti di famiglia - e ai diritti soggettivi pubblici. Si tratta, in tutti i casi, di diritti non disponibili, sicché il titolare non li può trasferire ad altri soggetti né vi può rinunciare.

### Diritti della personalità
I diritti della personalità sono diritti assoluti che hanno come oggetto attributi essenziali della persona umana, quali la vita, l'integrità fisica, l'onore, la riservatezza, l'identità personale, ecc. Va detto che, secondo alcuni autori, non vi sarebbe una molteplicità di diritti di questo tipo ma un unico diritto, il diritto alla personalità, che si specifica in molteplici aspetti.
Alcuni diritti della personalità, quelli compatibili con l'assenza di fisicità, sono attribuiti anche alle persone giuridiche (si pensi al diritto all'identità, al nome, all'onorabilità e così via).

### Diritti di famiglia
I diritti di famiglia sono quelli che spettano al titolare in quanto componente di una famiglia nei confronti degli altri componenti la stessa. In questo caso per famiglia s'intende l'insieme di persone legate tra loro da vincoli di matrimonio, parentela e affinità; dallo status di famiglia (ad esempio, quello di coniugato, figlio legittimo, genitore, ecc.) derivano rapporti giuridici di cui i diritti di famiglia costituiscono il contenuto.
I diritti di famiglia sono considerati dalla prevalente dottrina diritti relativi. In quanto non patrimoniali, vanno tenuti distinti dai diritti patrimoniali che possono derivare dallo status di famiglia.

### Diritti soggettivi pubblici
Nello stato di diritto l'ordinamento riconosce ai cittadini e, in certi casi, anche agli stranieri e apolidi, diritti soggettivi pubblici che possono fare valere nei confronti dello stato e agli altri enti pubblici quando agiscono in posizione di supremazia (ma anche nei confronti della generalità dei consociati, nel qual caso si tratta di diritti assoluti).
Oggi, più che di diritti soggettivi pubblici, si preferisce parlare di diritti fondamentali. Questa espressione può alludere a due aspetti:
- sono diritti garantiti al massimo livello dall'ordinamento, in quanto inseriti in atti normativi di rango costituzionale (costituzione, dichiarazione dei diritti), donde la denominazione, che pure si usa frequentemente, di diritti costituzionali;
- sono diritti che si ritengono appartenere a ogni essere umano in quanto tale, donde la denominazione, che pure si usa frequentemente, di diritti dell'uomo (o diritti umani); ne segue che, in un'ottica giusnaturalista, tali diritti sarebbero innati e l'ordinamento non li conferirebbe ma si limiterebbe a riconoscerli. In realtà sarebbe più corretto distinguere tra diritti della persona, che spettano a chiunque appunto in quanto persona, e diritti del cittadino (o di cittadinanza) spettanti, invece, ai soli cittadini.

Nell'ambito dei diritti fondamentali si distinguono i diritti civili, politici e sociali, sebbene la classificazione delle singole figure in tali categorie non sia sempre univoca e siano stati proposti anche altri schemi di classificazione.

#### Diritti civili
I diritti civili sono quelli cui corrispondono obblighi di non fare da parte dello stato e, in generale, dei pubblici poteri e che rappresentano, quindi, una limitazione del loro potere. Comprendono la libertà personale, di movimento, di associazione, di riunione, di coscienza e di religione, l'uguaglianza di fronte alla legge, il diritto alla presunzione d'innocenza e altri diritti limitativi delle potestà punitive dello stato, il diritto a non essere privati arbitrariamente della proprietà, il diritto alla cittadinanza, la libertà contrattuale e così via.
I diritti civili hanno al centro libertà in senso stretto, intese come facoltà di tenere un comportamento, alle quali, però, si aggiunge la pretesa che i pubblici poteri non interferiscano con tale comportamento; sono, quindi, libertà negative (o libertà dallo stato). Tuttavia, certi diritti civili sono incentrati, più che su libertà, su poteri di compiere atti giuridici (si pensi alla cd. libertà contrattuale): alcuni autori limitano a questi la denominazione di diritti civili e denominano, invece, diritti di libertà quelli che hanno al centro facoltà.

#### Diritti politici
I diritti politici sono quelli relativi alla partecipazione dei cittadini al governo dello stato (inteso in senso lato, comprensivo anche, ad esempio, degli enti territoriali), sia direttamente (attraverso istituti quali il referendum, la petizione, ecc.) sia indirettamente, eleggendo i propri rappresentanti (elettorato attivo) e candidandosi alle relative elezioni (elettorato passivo).
Questi diritti hanno al centro poteri di compiere atti giuridici (si pensi al voto o alla petizione); tali poteri riguardano la sfera pubblica, mentre quelli di cui si è parlato in relazione ai diritti civili riguardano la sfera privata; accanto a questi poteri vi sono pretese di comportamento positivo da parte dei pubblici poteri (ad esempio, predisporre le condizioni necessarie per l'esercizio del voto); si tratta, quindi, di libertà nello stato in contrapposizione ai diritti civili che, come si è detto, sono invece libertà dallo stato. Poiché i diritti politici consentono ai governati di partecipare all'esercizio dei pubblici poteri cui sono soggetti, si configurano come libertà positive.
I diritti politici possono essere fatti rientrare nella più ampia categoria dei diritti di funzione (o funzionali), spettanti ai soggetti titolari di funzioni pubbliche e comprendenti il diritto ad assumere l'ufficio o a espletare la funzione (ius ad officium) e il diritto a mantenere l'ufficio (ius in officio). In quest'ottica i diritti politici possono essere considerati come quei particolari diritti di funzione di cui si è titolari per il solo fatto di appartenere a una determinata comunità.

#### Diritti sociali
I diritti sociali sono quelli cui corrispondono obblighi di fare, di erogare prestazioni, da parte dello stato e dei pubblici poteri. Comprendono i diritti alla protezione sociale contro la malattia, la vecchiaia, la disoccupazione, ecc., il diritto alla salute, il diritto al lavoro, il diritto all'istruzione e così via.
Mentre i diritti civili e politici erano già presenti nelle costituzioni ottocentesche (per cui sono anche detti diritti di prima generazione), i diritti sociali fanno il loro ingresso solo nel XX secolo con la realizzazione di quella particolare forma di stato nota come stato sociale (per cui sono anche detti diritti di seconda generazione). Essi sono volti a eliminare quelle situazioni di disparità socio-economica che impediscono l'effettivo esercizio dei diritti fondamentali; per questo motivo anch'essi possono essere fatti rientrare tra le libertà positive.
Non sempre all'enunciazione dei diritti sociali da parte di norme costituzionali corrisponde un obbligo giustiziabile della pubblica amministrazione a erogare le relative prestazioni, perché il livello quantitativo e qualitativo delle medesime dipende da scelte di ordine generale delle pubbliche autorità sulle risorse da destinare alla loro erogazione (si pensi alle scelte di bilancio); parte della dottrina ritiene che, in questi casi, non si possa parlare di veri e propri diritti soggettivi.

## Diritti soggettivi e interessi legittimi
Nel diritto pubblico italiano si contrappongono i diritti soggettivi agli interessi legittimi. Si tratta di una distinzione che riflette il peculiare criterio di riparto della giurisdizione adottato dall'ordinamento italiano quando viene domandata la tutela di una situazione giuridica soggettiva nei confronti della pubblica amministrazione: se la situazione è un diritto soggettivo, la giurisdizione spetta (di regola) al giudice ordinario, se è un interesse legittimo, spetta al giudice amministrativo.
In un'ottica che trascenda la terminologia in uso nell'ordinamento italiano è indubbio che l'interesse legittimo è una sottospecie del diritto soggettivo pubblico: infatti, per quanto la sua definizione sia piuttosto controversa, può essere considerato la pretesa che la pubblica amministrazione eserciti i suoi poteri pubblici in conformità alla legge. In tale ottica, dunque, la contrapposizione tra interessi legittimi e diritti soggettivi andrebbe piuttosto letta come contrapposizione tra interessi legittimi e altri diritti soggettivi, che si differenziano per la modalità di protezione predisposta dall'ordinamento.
Va aggiunto che la dottrina italiana ha talvolta esteso la figura dell'interesse legittimo al diritto privato, in relazione a situazioni in cui la soddisfazione dell'interesse di un soggetto non dipende dal suo comportamento ma da quello di un altro soggetto, titolare di una posizione di diritto o potestà nei suoi confronti.

## La tutela
Un diritto è tutelato (o giustiziabile) quando al suo titolare è attribuito un potere di azione, in virtù del quale può provocare l'esercizio della giurisdizione in caso di violazione del diritto stesso. Secondo alcuni sarebbero veri diritti solo quelli tutelati. Altri, invece, ritengono che la previsione da parte dell'ordinamento del dovere od obbligo correlato al diritto sia di per sé una garanzia primaria dello stesso, alla quale può aggiungersi la tutela giurisdizionale come garanzia secondaria.
Alcuni ordinamenti, come il diritto romano e i sistemi di common law, tendono a prevedere un'azione per ogni diritto soggettivo da tutelare, senza peraltro conferire esplicitamente quest'ultimo, sicché la sua esistenza si può inferire solo dal fatto che esiste un'azione che lo tutela (come compendiato dal brocardo "ubi remedium, ibi ius", "dove c'è il rimedio, c'è il diritto", e dalla massima inglese "remedies precede rights", "i rimedi precedono i diritti"). Al contrario, altri ordinamenti, come quelli di civil law, tendono ad attribuire esplicitamente i diritti soggettivi, prevedendo poi un potere generale di azione a loro tutela (come compendiato dal brocardo "ubi ius, ibi remedium", "dove c'è il diritto, c'è il rimedio").